# 소형제회
소형제회(이탈리아어: Fraticelli 프라티첼리[*], 영어: Little Brethren) 또는 영성파 프란치스코회(영어: Spiritual Franciscans)는 성자 프란치스코의 회칙, 그 중에서도 특히 청빈에 관한 회칙을 극단적으로 옹호한 프란치스코회 내부 급진소수파다. 이들은 교회의 치부(致富)를 죄악으로 여겼으며, 자신들을 제외한 모든 성직자들은 타락하고 저주받았으니 성직을 박탈당해야 한다고 주장했다. 1296년 교황 보니파시오 8세에 의해 이단으로 정죄되었다.
소형제회라는 이름은 단일한 세력이 아니었으며, 15세기에 이르기까지 주로 이탈리아에서 극단적 청빈을 주장하며 산발적으로 나타난 프란치스코회 이탈파들을 통칭하는 것이다. 프란치스코회 주류파와 카톨릭 교회는 이들을 이단시하여 박멸하려 했다.
움베르토 에코의 소설 『장미의 이름』이 소형제회 박해를 배경과 소재로 삼고 있다.